# Nowy Dwór Momajński
Nowy Dwór Momajński (niem. Neuhof-Momehnen) – przysiółek wsi Momajny w Polsce, położony w województwie warmińsko-mazurskim, w powiecie kętrzyńskim, w gminie Barciany. Wchodzi w skład sołectwa Momajny.
W latach 1975–1998 przysiółek administracyjnie należał do województwa olsztyńskiego.